# Länsväg U 833
Länsväg 833 eller egentligen Länsväg U 833 är en övrig länsväg i Sala kommun i Västmanlands län som går mellan tätorten Möklinta och byn Nordankil i Möklinta distrikt (Möklinta socken). Vägen är tre kilometer lång, asfalterad och passerar bland annat genom byn Kyrkskogen.
Hastighetsgränsen är till större delen 80 kilometer per timme förutom en kortare sträcka i tätorten Möklinta där den är 50.
Inom tätorten Möklinta heter vägen Hammarbyvägen.
Vägen ansluter till:
- Länsväg U 826 (vid Möklinta)
- Länsväg U 830 (vid Möklinta)
- Länsväg U 835 (vid Nordankil)